# Asimetrija (likovna umjetnost)
Asimetrija u likovnoj umjetnosti označuje nedostatak simetrije ili ravnoteže među dijelovima kompozicije. Uporabom nejednakih ili različitih elemenata postiže se dinamičnija ili neobičnija ravnoteža u umjetničkome djelu.
Može biti namjerna ili slučajna, a često se upotrebljava kako bi se postigao osjećaj pokreta, dinamike ili inovativnosti unutar kompozicije. Umjetnici se koriste asimetrijom kako bi stvorili zanimljiv vizualni dojam i privukli pažnju promatrača često naglašavajući jedan dio kompozicije ili stvarajući kontrast između različitih dijelova djela. 
Asimetrija može biti ključnim elementom u stvaranju dinamične i živopisne kompozicije pružajući umjetničkom djelu jedinstvenu estetiku.